# Léo Briglia
Léo Briglia, genannt Briglia, (* 29. August 1928 in Itabuna, Bahia; † 25. Februar 2016 ebenda) war ein brasilianischer Fußballspieler.

## Karriere
Er wurde beim Spielen für die FUBE – Federação Universitária Baiana de Esporte in Bahia entdeckt. Seine Profikarriere begann der Spieler beim America FC aus Rio de Janeiro. Wissend, dass sein Vater (Oberst Francisco Briglia) nicht zustimmen würde, verließ er heimlich sein Zuhause. Seine Familie erfuhr erst aus den Zeitungen und Zeitschriften, dass er in Rio spielte.
In Rio fiel er dem Trainer des CR Vasco da Gama, Flávio Costa, auf. Dieser forderte ihn auf, zu Vasco zukommen, allerdings hatte er bereits den Vertrag mit America unterzeichnet. Aber es gab ein Problem: Léos Vater hätte den Vertrag unterzeichnen müssen. Dieser soll den Vertrag aber zerrissen haben. Trotzdem musste er zunächst für America antreten, nachdem ein Richter, welcher auch Funktionär von  America war, den Vertrag unterzeichnete.
1949 reiste er mit der Mannschaft nach Ilhéus. Dabei besuchte er seine Familie und kehrte nicht mehr zurück. Fortan spielte er dann für den Itabuna EC.
1953 ging Briglia zum CSD Colo-Colo nach Chile. Mit den „Tigern“ wurde er 1953 chilenischer Meister. Im selben Jahr und dem darauf folgenden wurde er hier Torschützenkönig. Nach Colo-Colo wechselte Léo zum EC Bahia.
Léo versuchte beim EC Vitória zu spielen, aber die rot-schwarzen lehnten ab, mit dem Argument, dass er schon am Ende der Karriere war. Auch der Präsident von Bahia EC reagierte in ähnlicher Weise, mit dem Argument „Léo trinkt viel und ist unverantwortlich.“ Aber der ehemalige Spieler und Trainer Geninho bestand, auf das riskante Engagement. Der Spieler zahlte es zurück und führte Bahia zum Titel des ersten brasilianischen Meisters in der Taça Brasil 1959.

## „Fast“-Weltmeister
1958 wurde Léo Briglia in die brasilianische Nationalmannschaft durch Trainer Vicente Feola berufen. Aber achtzehn Stunden vor der Abreise nach Schweden wieder ausgeladen. Sein ehemaliger Trainer von Fluminense hatte einer großen Zeitung erklärt, dass das Knie des Sportlers verletzt sei und dieser sehr schlechte Zähne habe. Er wurde von Dida vom CR Flamengo ersetzt.
Briglia sagte später, dass dieser Vorfall einen positiven Aspekt hatte. Denn dadurch wurde Pelé die Möglichkeit gegeben, auf seiner Position zu spielen und der Welt zu zeigen, wer der größte Star des brasilianischen Fußballs ist. „Wenn ich nach Schweden gegangen wäre, hätte Pelé nicht glänzen können, weil er nicht die Gelegenheit gehabt hätte zu spielen. Aber Pele sollte es sein und war es“, sagte Léo Briglia.

## Anekdote
Um den Spieler rankten sich viele Geschichten mit Frauen und Alkohol. Eine passiert beim Fluminense FC. Das Team konzentrierte sich in einem Hotel für ein Derby gegen den CR Vasco da Gama am folgenden Tag. Er konnte nicht widerstehen, eine Einladung zu einer Party in einen Nachtclub anzunehmen. Im Morgengrauen erschien der Trainer Zezé Moreira und brachte ihn ins Hotel. Der Trainer wollte Briglia nie wieder spielen lassen. Im Zuge des Matches gegen Vasco verletzte sich aber ein Spieler von Fluminense und Léo wurde für diesen eingewechselt. Er erzielte zwei Tore und von Fluminense gewann 5:2.

## Erfolge
CSD Colo-Colo
- Chilenischer Meister: 1953

Fluminense
- Torneio Rio-São Paulo: 1957

Bahia
- Taça Brasil: 1959

## Auszeichnungen
- Chilenischer Torschützenkönig: 1953, 1954
- Brasilianischer Torschützenkönig: 1959